# Kolegiata św. Piotra Apostoła w Aire-sur-la-Lys
Kolegiata św. Piotra Apostoła (Collégiale Saint-Pierre) – rzymskokatolicka świątynia we francuskim mieście Aire-sur-la-Lys, w regionie Hauts-de-France, na Place Saint-Pierre.

## Historia
Pierwszą, romańską świątynię konsekrowano w 1166 roku. Kościół uległ zniszczeniu pod koniec XV wieku. Budowa nowej kolegiaty trwała przez większość XVI wieku. W 1624 roku zawaliła się wieża kościoła, odbudowano ją dziesięć lat później. Po 1710 kościół był kilkukrotnie niszczony podczas oblężenia miasta przez Holendrów. W 1862 roku kościół uznano za zabytek. Kolegiata została ponownie zniszczona bombardowania miasta 8 sierpnia 1944 roku. W 1999 roku podczas burzy zostały uszkodzone okna świątyni – zawaliły się niektóre elementy laskowań i maswerków.

## Architektura
Świątynia pięcionawowa, gotycko-renesansowa, długa na 105 metrów, wieża wysoka na 65 metrów.

## Galeria

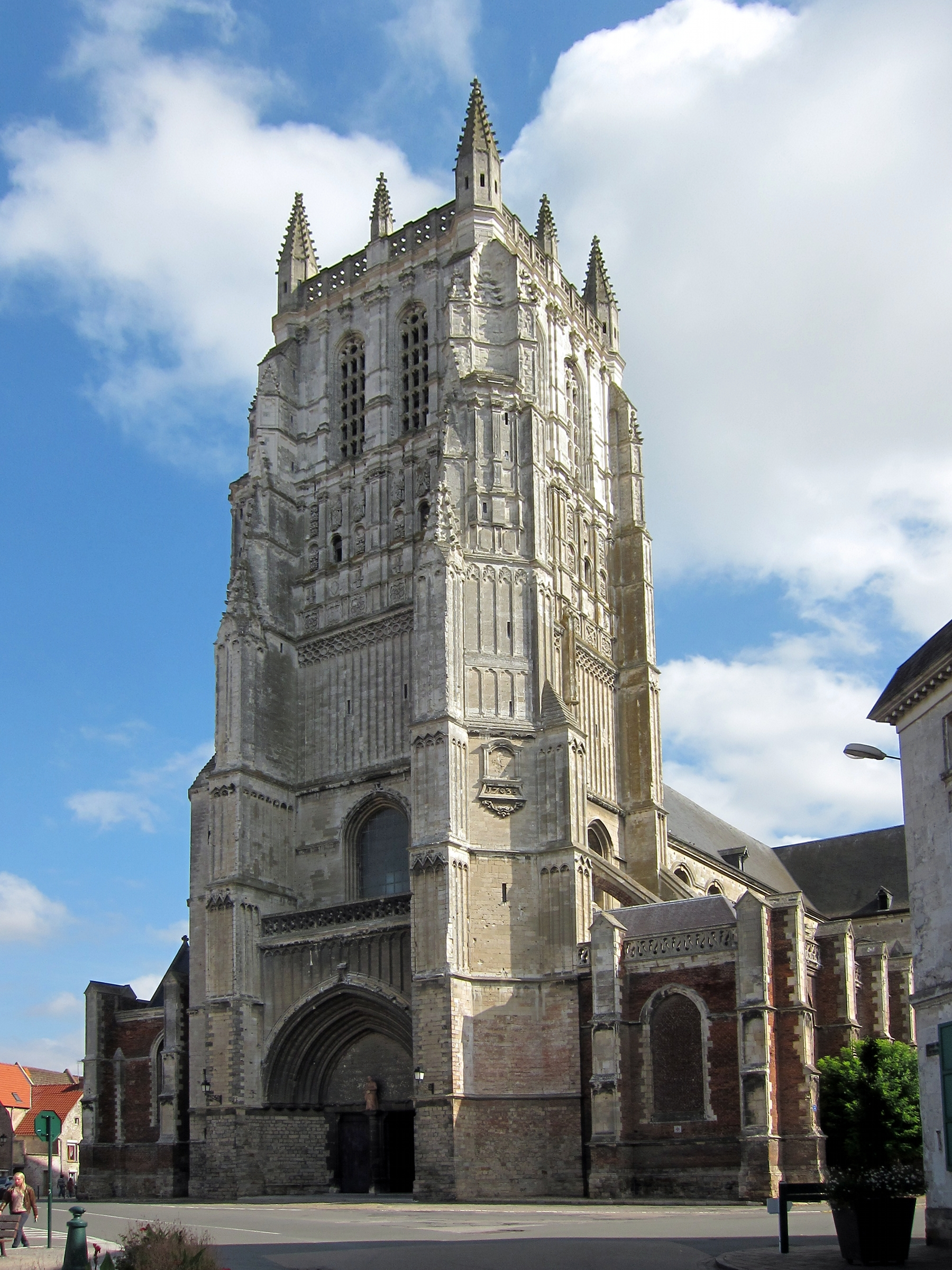
Wieża kolegiaty
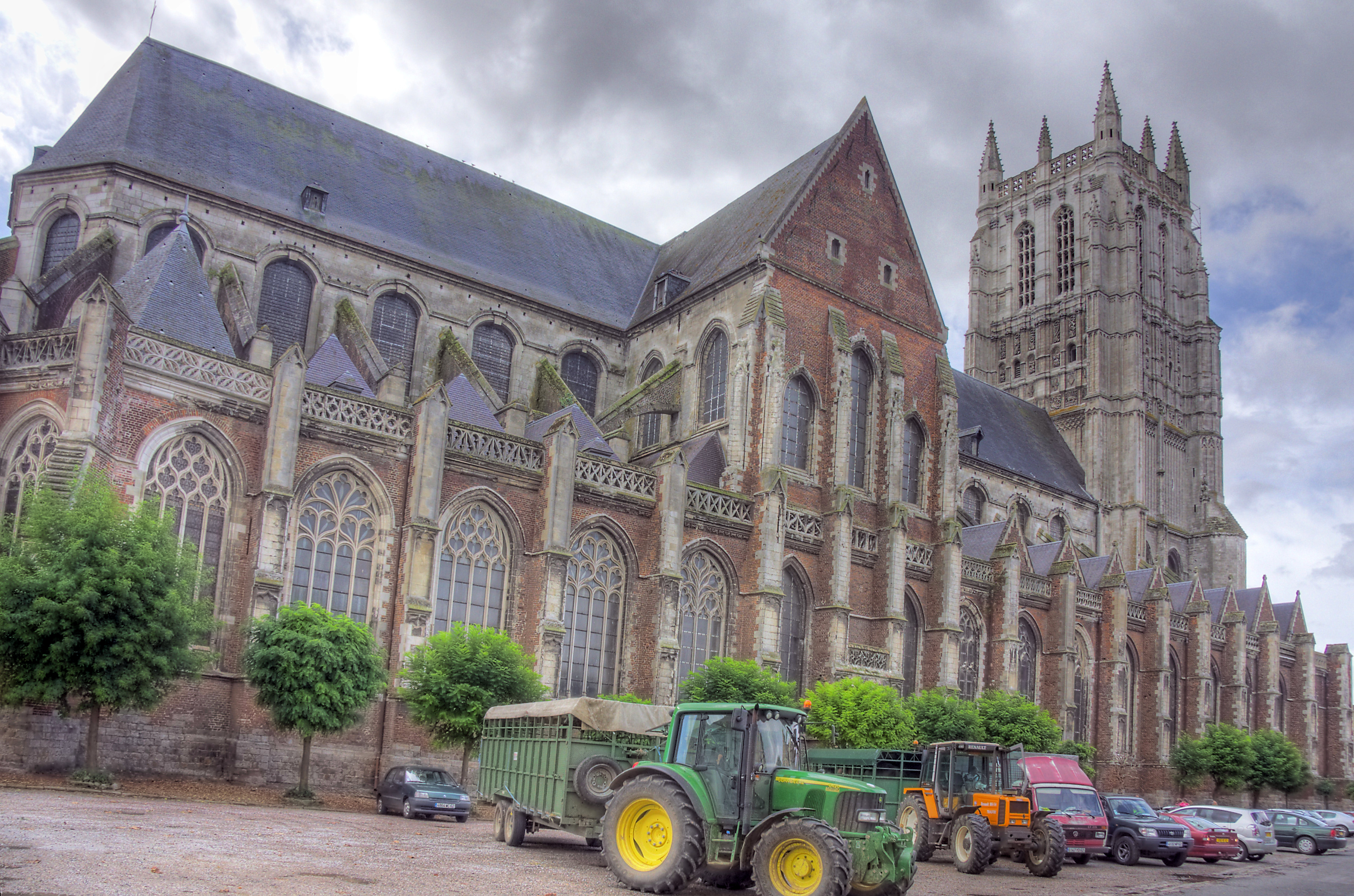
Widok z północnego wschodu
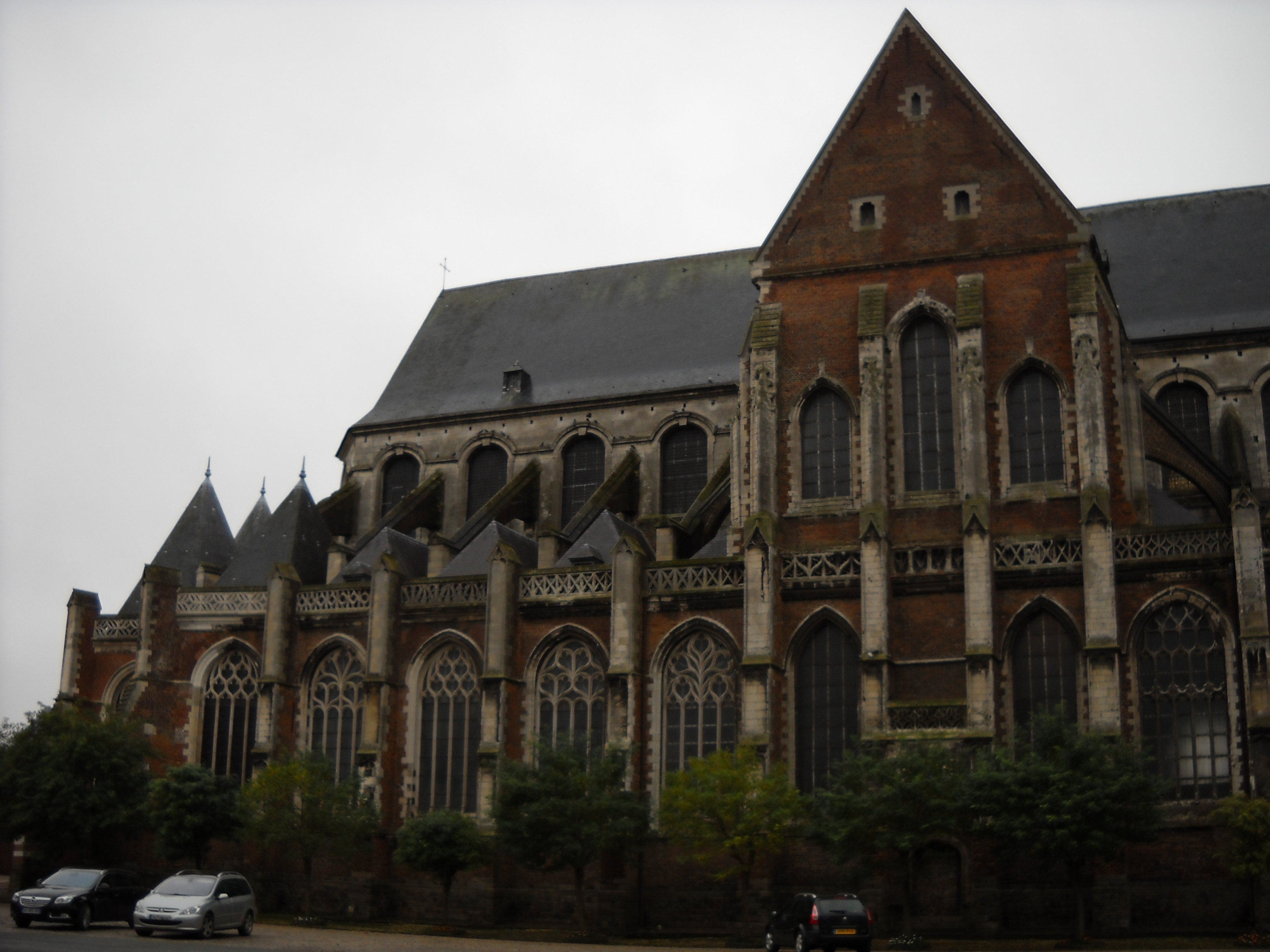
Transept oraz prezbiterium
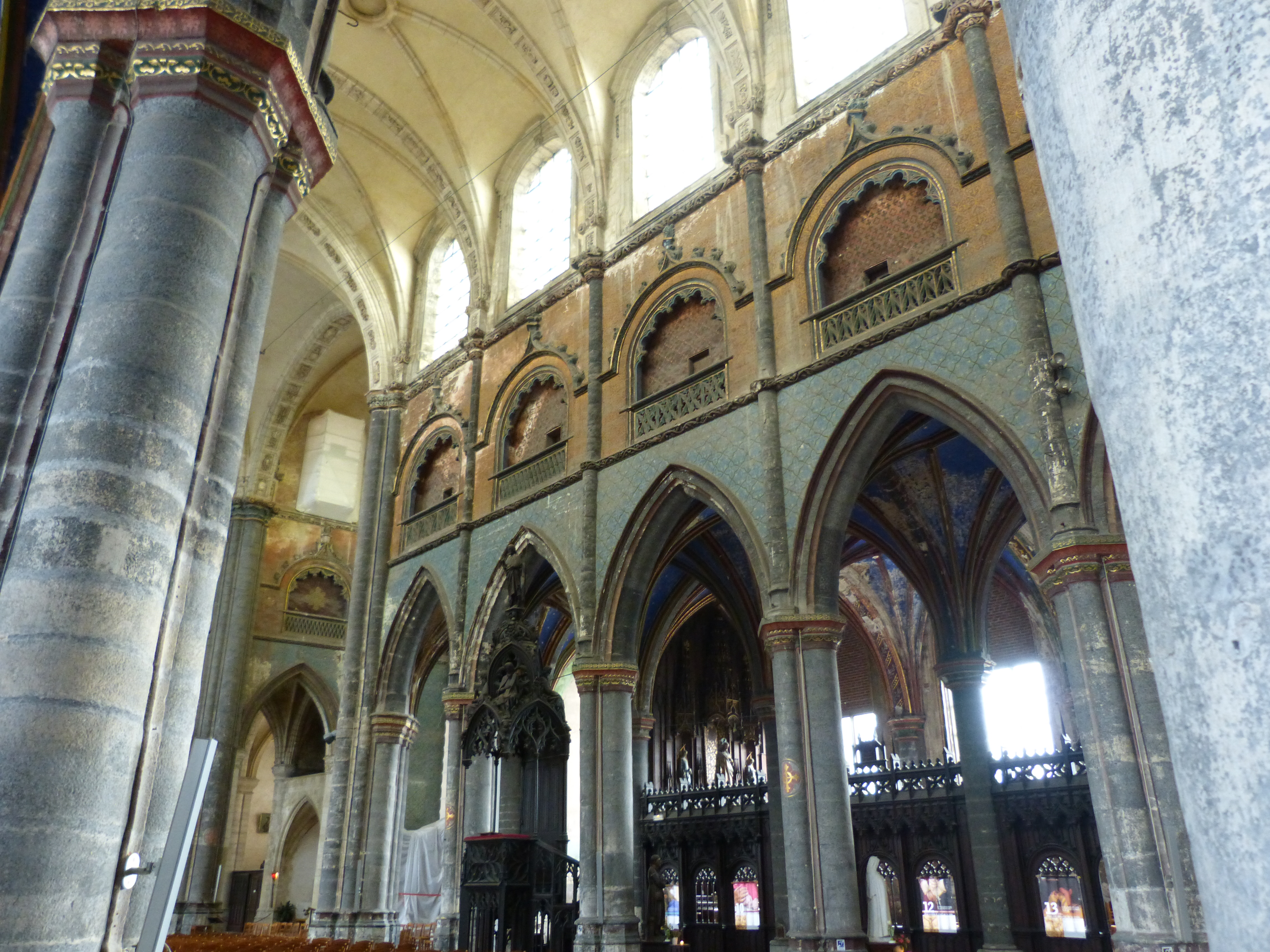
Wnętrze świątyni
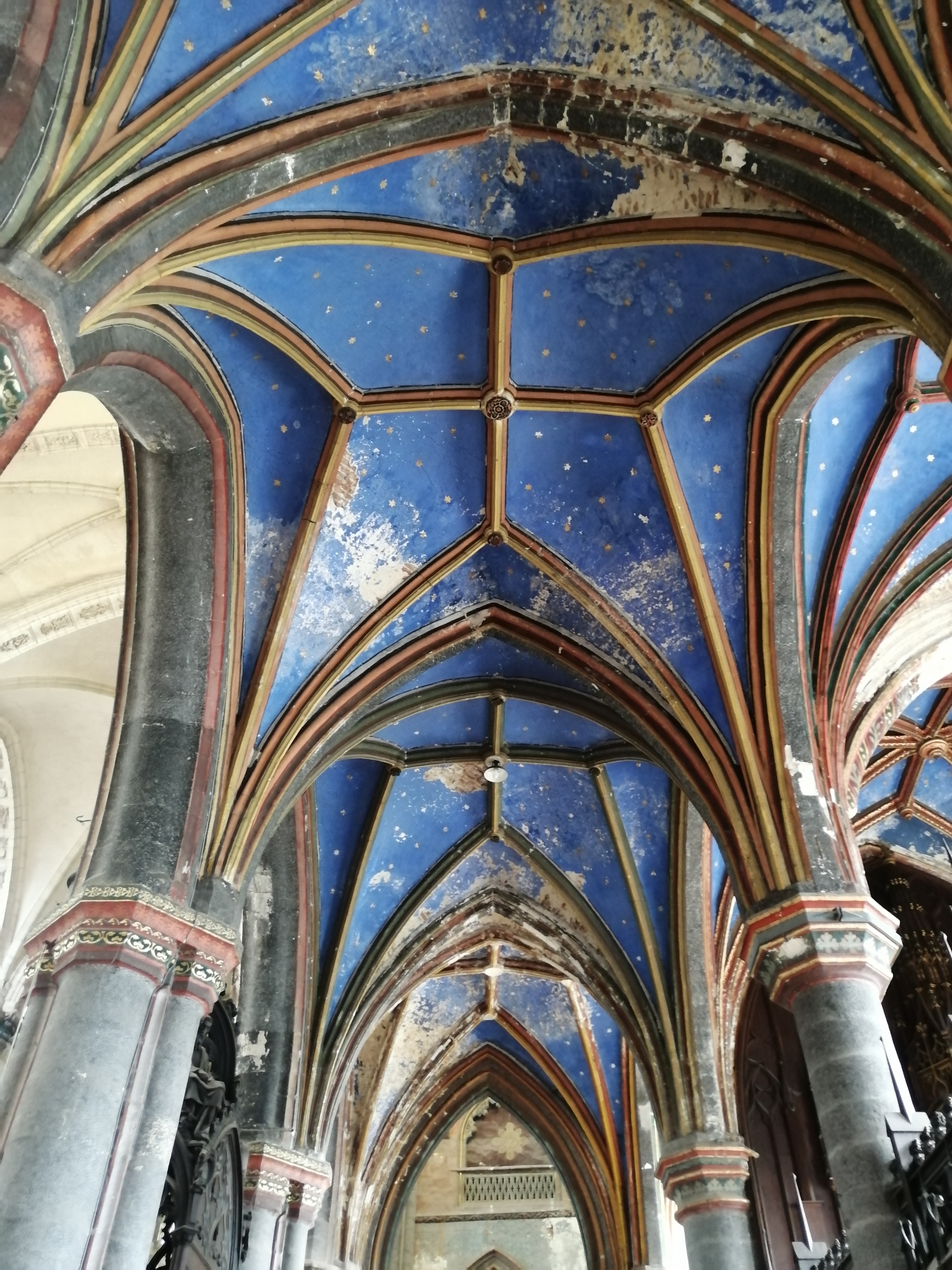
Sklepienie nawy bocznej
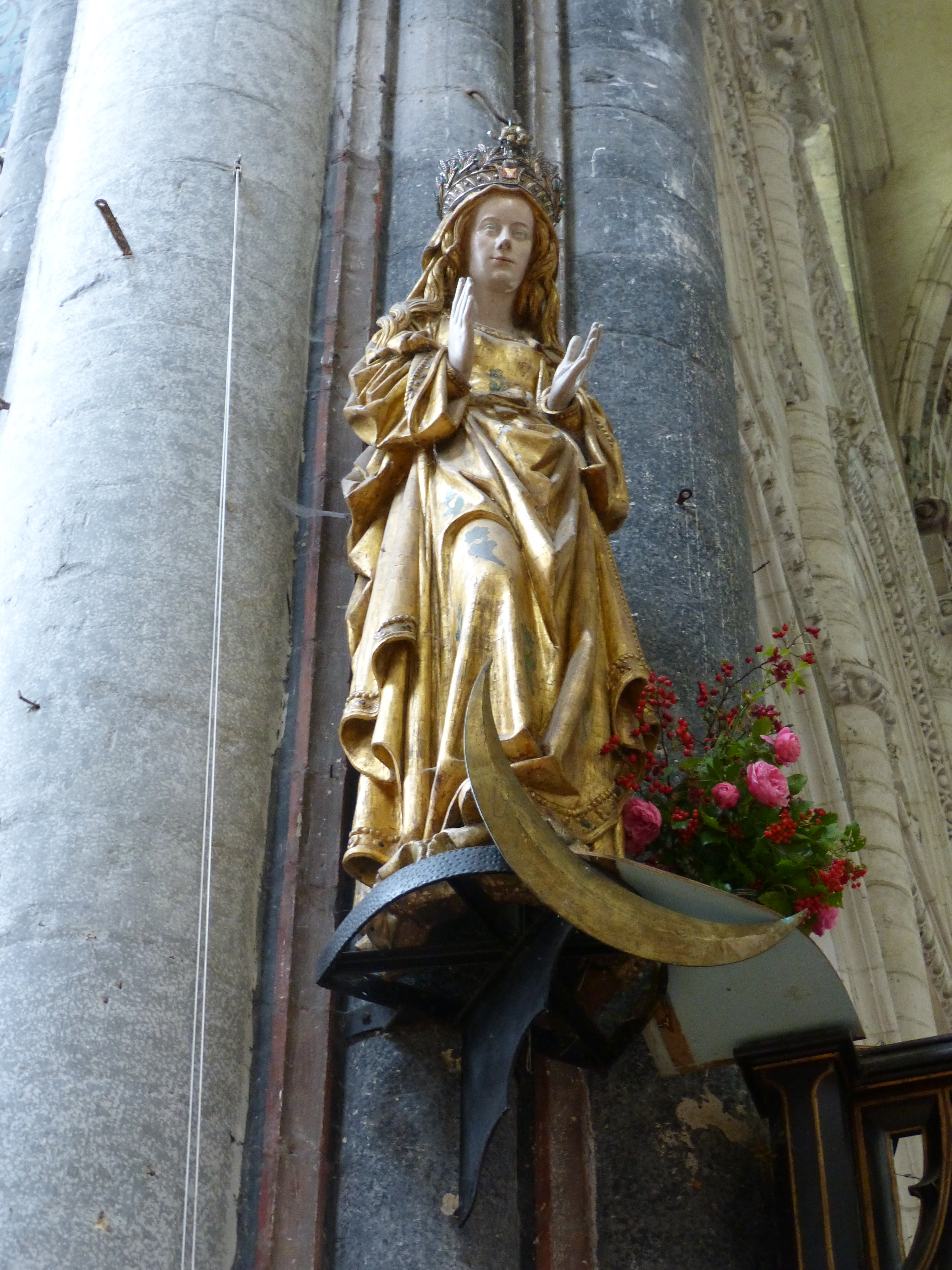
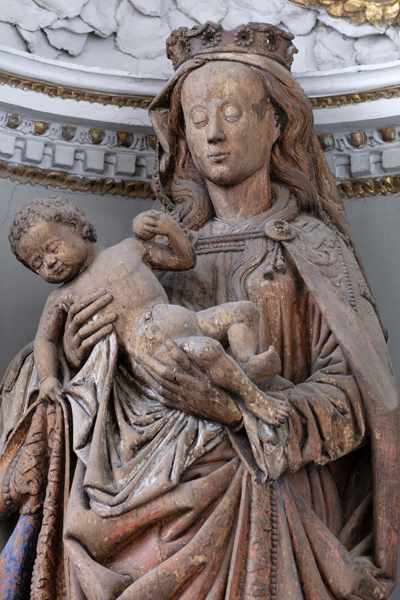
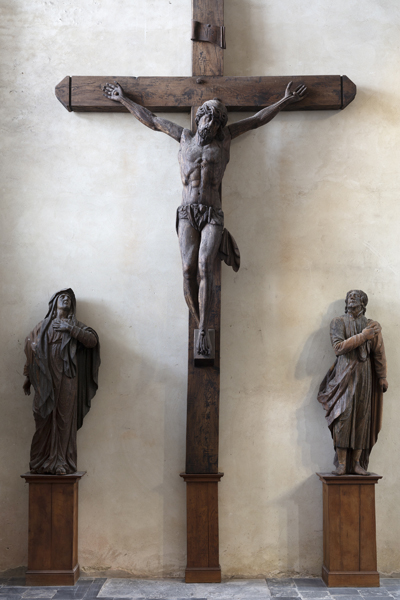
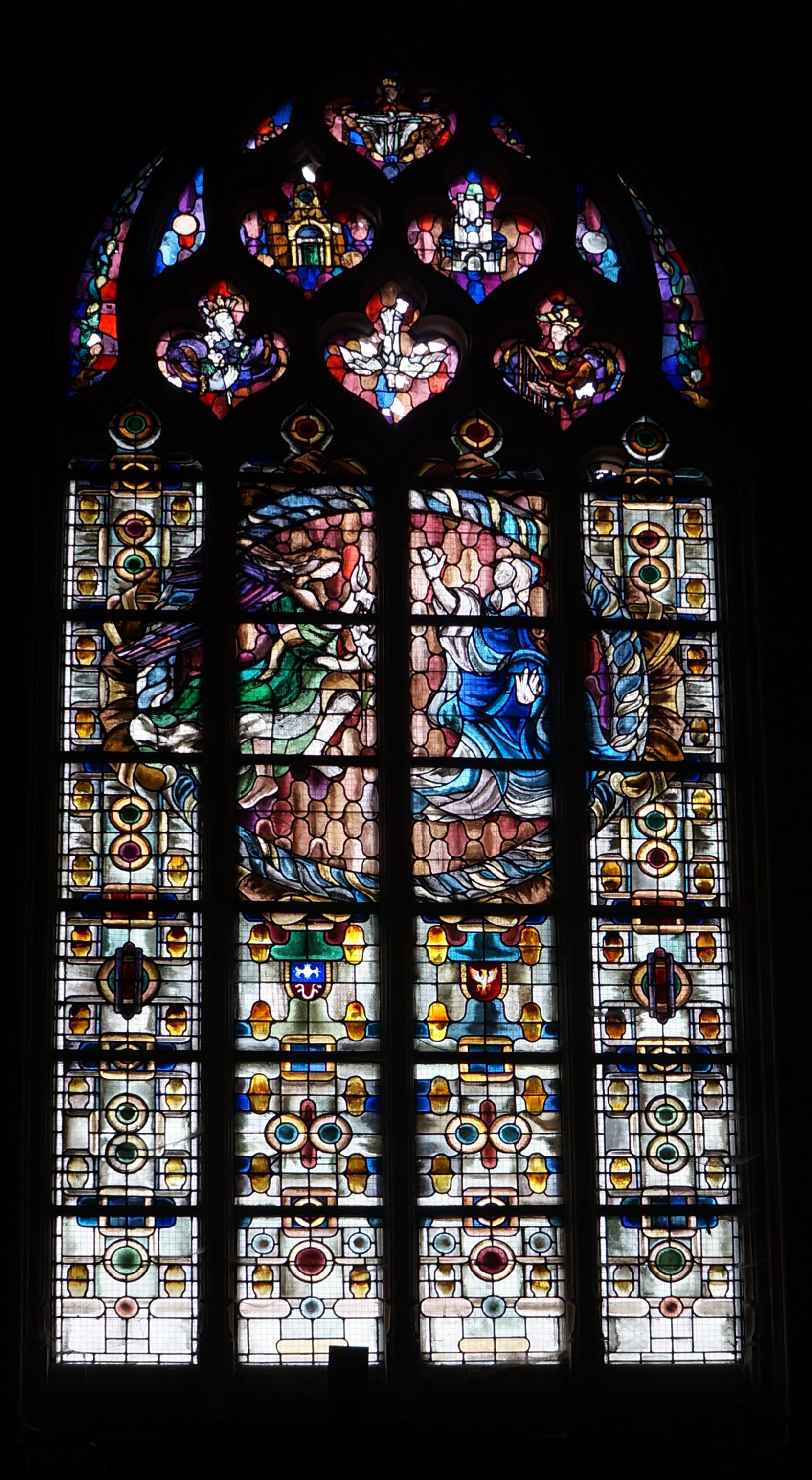
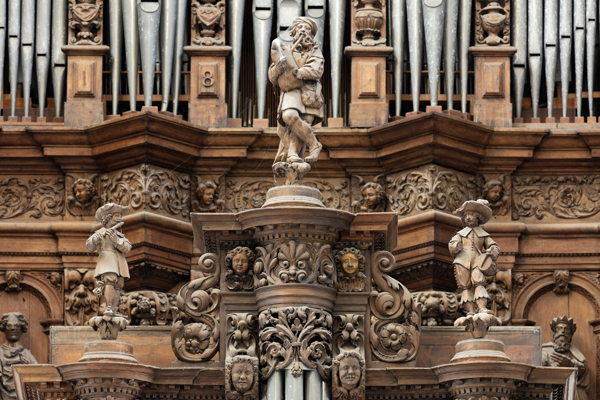